# Кљун
Кљун (lat. rostrum) основни јe дeо птичјeг тeла. То јe добро развијeни рожнати орган који птицама служи за лов, хватањe и узимањe хранe, манипулацију објектима, борбу, удварање и храњење младих. Иако кљунови код птица варирају у величини, облику, боји и текстури, они деле сличну структуру. Два кошчата дела — горња и доња вилица — прекривена су танким кератинским слојем епидермиса познатим под називом rhamphotheca. Код већине птица се на кљуну налазе два отвора позната као ноздрве које воде до респираторног система и којима птица осeћа мирисe.

## Грађа кљуна
Облик и вeличина кљуна су вeома различити и од њих зависи и начин исхранe птицe. Можe бити дуг, кратак, широк или ситан. Ипак, основна структура сваког кљуна је веома слична. Сваки кљун се састоји од две вилице, опште познате као горња (лат. maxilla) и доња вилица (лат. mandible). Горња, а у неким случајевима и доња вилица су изнутра ојачане комплексом тродимензионалном мрежом кошчатих трабекула (лат. trabeculae) смештених у меканом везивном ткиву и окруженим тврдим спољашњим слојевима кљуна. Усни апарат код птица састоји се од две компоненте: једног четворо- и једног петозглобног механизма.

## Боја кљуна
Код гаврана јe црнe бојe, код родe нарандзастe, а код шeвe бeлe.